# Brachyexarna
Brachyexarna is een geslacht van rechtvleugeligen uit de familie veldsprinkhanen (Acrididae). De wetenschappelijke naam van dit geslacht is voor het eerst geldig gepubliceerd in 1921 door Sjöstedt.

## Soorten
Het geslacht Brachyexarna  is monotypisch en omvat slechts de volgende soort:
- Brachyexarna lobipennis (Sjöstedt, 1921)